# Lomnice (rzeka)

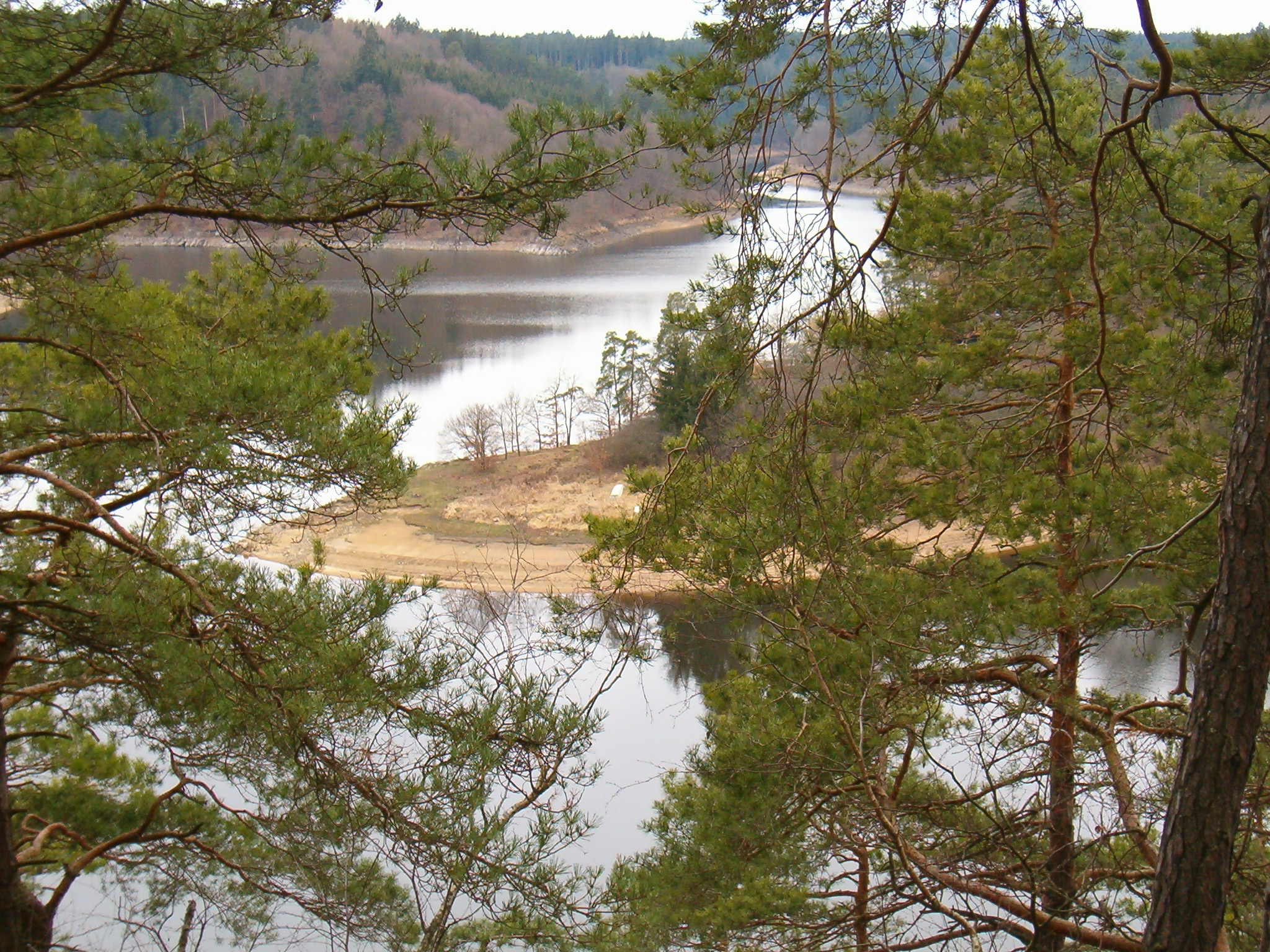
Zbieg Lomnicy z Otavą

Lomnice – rzeka w południowych Czechach w dorzeczu Łaby, płynąca głównie w kraju południowoczeskim; lewy dopływ Otavy. Jej długość wynosi 59,5 km, zaś powierzchnia zlewiska 830,8 km².